# Didn’t We Almost Have It All
Didn’t We Almost Have It All ist ein Lied von Whitney Houston aus dem Jahr 1987, das von Michael Masser und Will Jennings geschrieben wurde.

## Geschichte
Didn’t We Almost Have It All wurde weltweit am 13. August 1987 veröffentlicht. Es wurde ein Nummer-eins-Hit in den USA und erreichte auch die Spitze der US-AC-Charts. In Ländern wie Deutschland (Platz 20), Schweiz (Platz 18), Großbritannien (Platz 14) und Schweden entwickelte sich der Hit zu einem Top-20-Erfolg.
Das Lied ist 5:07 Minuten lang und wurde als zweite Single des Albums Whitney ausgekoppelt. Auf der B-Seite befindet sich das Stück Shock Me, ein Duett mit Jermaine Jackson.
Ursprünglich sollte For the Love of You ausgekoppelt werden, doch auf Wunsch des Labels Arista Records wurde Didn’t We Almost Have It All veröffentlicht, das in der Kategorie Bester Song bei den Grammy Awards 1988 nominiert war, aber gegen Somewhere Out There verlor.

## Coverversionen
- 1988: Paul Mauriat
- 1996: Chaka Demus & Pliers
- 2008: Lia Weller